# キラパジュン
キラパジュン (Quilapayún) は、チリのフォルクローレのグループ。

## 概要
1965年より、長い間、チリのフォルクローレを担っていた、政治的メッセージの強いヌエバ・カンシオンの代表格である。
1965年に、フリオ・ナムハウセル（Julio Numhauser）、フリオ・カラスコ（Julio Carrasco）、エドゥアルド・カラスコ（Eduardo Catrrasco）によって結成。グループ名「キラパジュン」（Quilapayún）は「三人のひげ男」という意味のチリ先住民マプーチェの言葉による。
チリ大学におけるバルパライソが最初のコンサートである。パトリシオ・カスティージョ（Patricio Castillo）が加わり、アンデスの音楽をイメージして黒いポンチョをかぶった衣装を身に着けた。その後フォルクローレの巨匠のビオレータ・パラ（Violeta Parra）の息子のアンヘル・パラ（Ángel Parra）、1966年からはビクトル・ハラ（Víctor Jara）と長く共演することとなる。ちなみにキラパジュンの最初のレコード録音はアンヘル・パラ作曲の「民衆」（El Pueblo）である。
1967年に、創始メンバーのフリオ・ナムハウセルが音楽のあり方における意見対立から離脱、ギジェルモ・オドー（Guillermo "Willy" Oddó）がメンバーに加わる。この年、フランス、イタリア、ソビエト連邦に公演。1968年にはチリ共産党の青年組織と共同行動をとり、ベトナム戦争反対の立場での歌が作られたりし、民衆から支持を得られるものの、政治路線上から創始メンバーのフリオ・カラスコが辞め、エルナン・ゴメス（Hernán Gomez）がメンバーとなる。1970年9月にサルバドール・アジェンデ大統領らの人民連合を達成したチリの革新勢力と深い結びつきを持つ。日本でも有名な「不屈の民」（El Pueblo unido jámas será vencido）のスペイン語の作詞は、キラパジュンである。
1973年9月11日のチリ・クーデターの際にヨーロッパ公演中だったキラパジュンはフランスに亡命。フランスを拠点にレコード録音やコンサートの活動が繰り広げられる。日本も含め、海外公演を盛んに行う。若い世代のアーティストが合流しメンバーも増える。身の安全が確保された1988年にチリに戻り、1989年より、チリでの音楽活動を再開する。1990年チリは民主化される。長かった亡命生活の影響で、チリとフランスのグループとに分かれ始めるが、どちらも"Quilapayún"　と称し、名称使用の問題などでは裁判で争われた。2007年12月5日、フランスの高等裁判所がフランスのグループのいわゆる「キラパジュン・フランシア」（Quilapayún-Francia）による　"Quilapayún" の名称の使用を禁止する判決を下しているが、フランスのグループはいまだ公式サイトで使用している。

## メンバー
有名なビクトル・ハラを始めとして、メンバーではなく共演していたアーティストは、含めない。

### 2003年以降のメンバー
主要グループ
- カルロス・ケサダ　Carlos Quezada　:　パーカッション、ボーカル
- エドゥアルド・カラスコ　Eduardo Carrasco　: ケーナ、サンポーニャ、ボーカル
- エルナン・ゴメス　Hernán Gómez　: ギター、チャランゴ、ボーカル
- ルベン・エスクデーロ　Rubén Escudero　: ギター、チャランゴ、ボーカル
- ウーゴ・ラゴス　Hugo Lagos: :　ギター、チャランゴ、その他の楽器、ボーカル
- ギジェルモ・ガルシア　Guillermo García　: ギター、パーカッション、ボーカル
- リカルド・ベネガス　Ricardo Venegas　: ギター、ケーナ、ボーカル

拡大グループ
- イスマエル・オドー　Ismael Oddó　: ギター、ボーカル
- セバスティアン・ケサダ　Sebastián Quezada　: 　パーカッション、ボーカル
- リカルド・ベネガス・フニオル　Ricardo Venegas Junior　: ボーカル
- フェルナンド・カラスコ　Fernando Carrasco (el Huaso)　: ボーカル、ギター、チャランゴ

キラパジュン・フランシア（Quilapayún-Francia）
- パトリシオ・ワング　Patricio Wang　: ギター、キーボード、サンポーニャ、ボーカル
- ロドルフォ・パラダ　Rodolfo Parada　: ギター、サンポーニャ、パーカッション、ボーカル
- パトリシオ・カスティージョ　Patricio Castillo　: ベース, ケーナ、パーカッション
- アルバロ・ピント　Álvaro Pinto　: ケーナ、サンポーニャ、オーボエ、ギター、チャランゴ、キーボード
- マリオ・コントレアス　Mario Contreras　: ギター、キーボード、サンポーニャ、パーカッション、ボーカル

### 過去のメンバー経験者
- フリア・カラスコ　Julia Carrasco　（在籍:1965年～1968年）
- フリオ・ナムハウセル　Julio Numhauser　（在籍:1965年～1967年）
- ギジェルモ・オドー　Guillermo Oddó　（在籍:1967年～1987年）
- ダニエル・バジャダレス　Daniel Valladares　（在籍:1992年～2004年）

## 有名な代表曲
- 民衆　El Pueblo
- ベンセレーモス　Venceremos
- 不屈の民　El Pueblo unido jámas será vencido
- ゲバラのエレジー　Elegía al Che Guevara

## ディスコグラフィー

### スタジオ・アルバム
- 1967 - Quilapayún
- 1967 - Canciones folclóricas de América (con ビクトル・ハラ)
- 1968 - X Vietnam
- 1969 - Quilapayún 3
- 1969 - Basta
- 1970 - Quilapayún 4
- 1970 - Cantata Santa María de Iquique
- 1971 - Vivir como él
- 1972 - Quilapayún 5
- 1973 - La fragua
- 1975 - El pueblo unido jamás será vencido
- 1975 - Adelante
- 1976 - Patria
- 1978 - Cantata Santa María de Iquique
- 1979 - Umbral
- 1980 - Alentours
- 1980 - Darle al otoño un golpe de ventana para que el verano llegue hasta diciembre
- 1982 - La revolución y las estrellas
- 1984 - Tralalí tralalá
- 1987 - Survarío
- 1988 - Los tres tiempos de América (con Paloma San Basilio)
- 1992 - Latitudes
- 1999 - Al horizonte
- 2007 - Siempre
- 2009 - Solistas
- 2012 - Absolutamente Quilapayún(grupo de Rodolfo Parada)
- 2013 - Encuentros
- 2015 - 50 años

### ライヴ・アルバム
- 1974 - Yhtenäistä kansaa ei voi koskaan voittaa
- 1977 - Enregistrement Public
- 1983 - Quilapayún en Argentina
- 1985 - Quilapayún en Argentina vol. 2
- 1989 - Quilapayún ¡en Chile!
- 2003 - A Palau Grupo de Rodolfo Parada(CD y DVD)
- 2004 - El reencuentro (CD y DVD)
- 2012 - Homenaje a Víctor Jara (CD y DVD)

### コンピレーション・アルバム
- 1977 - La marche et le drapeau
- 1983 - Chante Neruda
- 1998 - Antología 1968-1992
- 2005 - La vida contra la muerte
- 2006 - La fuerza de la historia